# Lennart Olsson (biolog)
Lennart Olsson, född 1961, svensk zoolog och embryolog, professor i jämförande zoologi vid Friedrich-Schiller-universitetet i Jena, Tyskland.
Olssons forskning ägnas främst åt huvudets embryologi hos de lägre ryggradsdjuren. Han har även lämnat en rad bidrag till den jämförande anatomins idé- och lärdomshistoria.
Tillsammans med Graham Budd utger Olsson tidskriften Acta Zoologica.